# Leonard Mociulschi

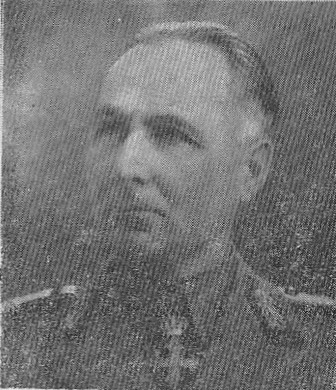
Generalul de divizie Mociulschi la întoarcerea de pe frontul din Cehoslovacia (aprilie 1945)

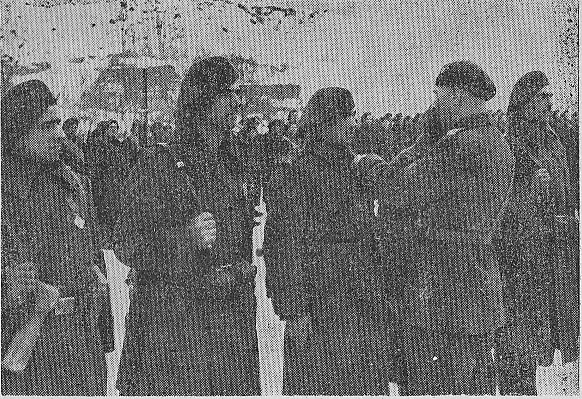
Generalul Mociulschi decorează pe ostașii care s-au distins în lupte. 1945

Leonard Mociulschi (Leonard Moczulski) (n. 25 martie 1889, Siminicea, Suceava, România – d. 15 aprilie 1979, Brașov, România) a fost un general român de origine poloneză, care a luptat în cel de-al Doilea Război Mondial.

## Biografie
Și-a început cariera militară în 1910 la Școala de Ofițeri de Infanterie pe care o termină în 1912 ca sublocotenent.
Participă la campania României din Războiul Balcanic (1913). La începutul Primului Război Mondial, era Comandantul Companiei a 10-a din cadrul Regimentului 29 Infanterie Dorohoi. Remarcându-se în luptele de la Oituz și Soveja, a fost decorat de Regele Ferdinand și de generalul Berthelot.
După război, este avansat la gradul de maior.  Leonard Mociulschi a fost apreciat la superlativ de comandantului Corpului Vânătorilor de Munte, Principele Carol, care-l caracteriza în anul 1922 ca "un valoros ofițer, de nădejde, înzestrat cu deosebite calități".
În 1932 este numit la comanda unui batalion de munte în Sighetul Marmației, unde a primit gradul de locotenent colonel, până în 1937, când este avansat colonel.

## Grade militare
- 1912 - sublocotenent
- 1917 - căpitan
- 1932 - locotenent colonel
- 1937 - colonel
- 1941 - general de brigadă

A fost înaintat în 1 aprilie 1937 la gradul de colonel și în 24 ianuarie 1942 la gradul de general de brigadă.

## Al Doilea Război Mondial
În 1940 este desemnat comandant adjunct al Brigăzii 1 Mixtă Munte. A fost decorat pe 17 octombrie 1941 cu Ordinul „Mihai Viteazul” cl. III-a „pentru destoinicia și energia cu care a condus detașamentele Brigadei la trecerea frontierei, în zona Vicovul Cindei, la cucerirea regiunii Storojineț și în special la forțarea Nistrului, în zilele de 17 și 18 Iulie, unde sub focul ucigător al inamicului din cazemate a inpulsionat prin exemplul personal pe direcția de efort a Brigadei”.
A participat la asaltul asupra Crimeei condus de von Manstein. Este numit comandant adjunct al Diviziei 4 Vânători de Munte.
Din 1942, este promovat la comanda Diviziei 3 Munte și a fost decorat cu Ordinul "Mihai Viteazul" cl. a II-a
Leonard Mociulschi a participat în calitate de comandant al trupelor române de vânători de munte care au luptat alături de forțele militare naziste împotriva URSS-ului. Pentru meritele sale, Mociulschi a fost decorat cu 5 decorații ale armatei germane .
Din octombrie 1942 până în august 1943, Divizia 3 Munte, a desfășurat lupte în peninsula Taman din Caucazul de Vest.
În cadrul campaniei împotriva Germaniei este numit la comanda Grupului Crișuri, participând la eliberarea Țării Crișurilor (Transilvania de Vest).
După eliberarea Ardealului au urmat luptele din Munții Bukk (Ungaria), în Slovacia, victoriile din masivele Javorina unde este decorat cu Ordinul "Mihai Viteazul" cl. a III-a cu spade.  
Sfârșitul războiului l-a găsit pe generalul Mociulschi la comanda Corpului de Munte.
Generalul Mociulschi a fost arestat pe baza unor acuzații false. Din lipsa probelor, Tribunalul Poporului îl achită pe Leonard Mociulschi de orice penalitate pentru faptele prevăzute de art. 2. litera d. din Legea Nr.312/1945.
Generalul de divizie Leonard Mociulschi a fost trecut în cadrul disponibil la 9 august 1946, în baza legii nr. 433 din 1946, și apoi, din oficiu, în poziția de rezervă la 9 august 1947.
Pe 12 august 1948 fiind acuzat ca "element reacționar și ostil R.P.R." a fost din nou arestat și închis fără proces "pentru conduită contrară regimului democrat" și trimis la muncă silnică la canalul Dunăre-Marea Neagră, și în colonia de munca de la Onești.
Este eliberat, în baza Deciziei Tribunalului București Nr. 2496/01.10.1955, pe 10 octombrie 1955 din penitenciarul Jilava, dar i se stabilește domiciliul forțat în Blaj. În august 1960 se mută în satul Purcăreni, județul Brașov, iar în decembrie 1964 în Brașov. 
După vizita oficială în România a generalului Charles de Gaulle, președintele Franței, generalul român, decorat cu "Croix de Guerre", a fost reabilitat, primind înapoi uniforma militară; i s-au acordat unele medalii ("A 25-a Aniversare a Eliberării Patriei", "Virtutea Militară" clasa I etc.), 
A încetat din viață la 15 aprilie 1979, la 90 de ani împliniți, și a fost incinerat conform ultimei sale dorințe. Cenușa sa a fost împrăștiată de cercetașii Batalionului 21 V.M. peste crestele Carpaților.
În anul 2007 Batalionului 21 Vânători de Munte al Armatei Române a primit denumirea onorifică "General Leonard Mociulschi". Astăzi, în România, există mai multe străzi denumite după marele general.

## Decorații
- Ordinul „Steaua României” în gradul de ofițer (8 iunie 1940)[11]
- Ordinul Militar „Mihai Viteazul” clasa III-a (17 octombrie 1941)[6]
- Ordinul Mihai Viteazul cl. II - prin DR 382/19.02.1944 (general de brigadă, comandantul Diviziei 3 munte)
- Ordinul Mihai Viteazul cl. III cu spade - prin DR 805/23.03.1945 (general de divizie, comandantul Diviziei 3 munte)
- Crucea de Cavaler a Crucii de Fier - 18 decembrie 1943
- Crucea de Fier cl. I - 1942
- Crucea de Fier cl. II - 1941
- Ordinul „23 August” clasa a III-a (10 august 1964) „pentru merite deosebite în opera de construire a socialismului, cu prilejul celei de a XX-a aniversări a eliberării patriei”[12]

## Cărți publicate
- Asaltul vânătorilor de munte (Ed. Militară, București, 1967)

## In memoriam
- În Sighetul Marmației, unde Leonard Mociulschi a avut garnizoana între 1932 și 1940, există o statuie care amintește de faptele sale, iar o stradă îi poartă numele.[13][14]

- În anul intrării României în Uniunea Europeană, Batalionul 21 Vânători de Munte din Predeal a primit denumirea onorifică „General Leonard Mociulschi” în prezența Regelui Mihai I, fostul șef de stat decorându-l pe generalul Mociulschi, de trei ori, cu cel mai înalt ordin militar al Romaniei, Mihai Viteazul în grad de Cavaler.[15]

## Legături externe
- General de divizie Leonard Mociulschi
- Sit oficial al familiei Mociulschi